# Dryopithecus
Dryopithecus é um gênero extinto de grandes primatas da Eurásia durante o período tardio do Mioceno.

## Descrição
O Dryopithecus tinha cerca de 1,2 m de comprimento e lembrava mais um macaco do que um grande primata atual. A estrutura de seus membros e pulsos mostra que ele andava de um modo similar aos chimpanzés modernos, mas que usava o plano de suas mãos, como um macaco, em vez de andar como os hominídeos.

## Biologia

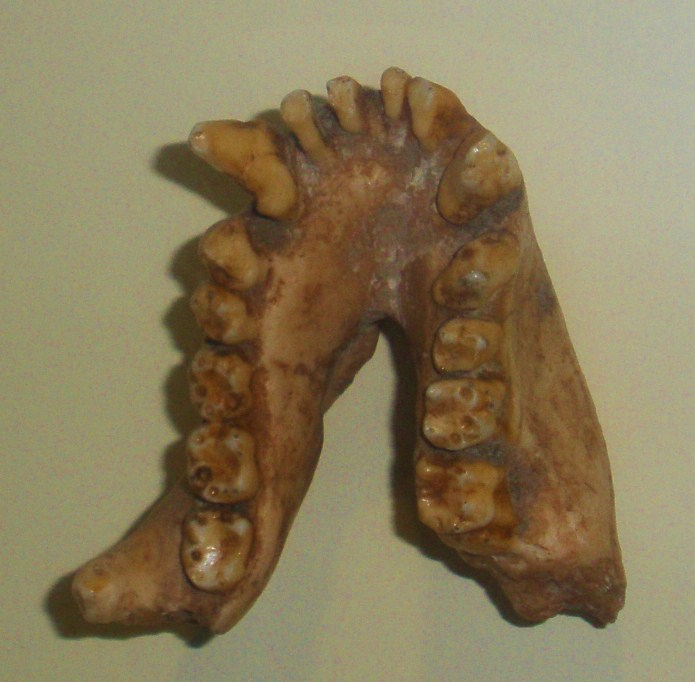
Mandíbula de Dryopithecus fontani

Como o Sivapithecus, Dryopithecus tinha comportamento arborícola, teve um cérebro grande e um desenvolvimento atrasado;  mas, ao contrário do primeiro, tinha uma mandíbula com molares pouco esmaltados e membros anteriores suspensivos. As semelhanças e diferenças entre eles fornecem insights sobre o tempo e a paleogeografia das origens hominíneas e a divisão filogenética entre os grandes símios asiáticos e afro-europeus.
É provável que passou a maior parte de sua vida em árvores, e provavelmente não se locomovia por braquiação, porque não tinha as adaptações esqueléticas. Seus molares tinham relativamente pouco esmalte, sugerindo que ele comesse folhas e frutos macios, uma dieta ideal para um animal que vive em árvores.
O padrão de cinco cúspides e fissura juvenil de seus dentes molares, conhecido como arranjo Y5, é típico dos dryopithecus e dos hominídeos em geral.